# 517e régiment du train
 (novembre 2023).
La mise en forme du texte ne suit pas les recommandations de Wikipédia : il faut le « wikifier ».
Les points d'amélioration suivants sont les cas les plus fréquents. Le détail des points à revoir est peut-être précisé sur la page de discussion.
- Les titres sont pré-formatés par le logiciel. Ils ne sont ni en capitales, ni en gras.
- Le texte ne doit pas être écrit en capitales (les noms de famille non plus), ni en gras, ni en italique, ni en « petit »…
- Le gras n'est utilisé que pour surligner le titre de l'article dans l'introduction, une seule fois.
- L'italique est rarement utilisé : mots en langue étrangère, titres d'œuvres, noms de bateaux, etc.
- Les citations ne sont pas en italique mais en corps de texte normal. Elles sont entourées par des guillemets français : « et ».
- Les listes à puces sont à éviter, des paragraphes rédigés étant largement préférés. Les tableaux sont à réserver à la présentation de données structurées (résultats, etc.).
- Les appels de note de bas de page (petits chiffres en exposant, introduits par l'outil «  Source ») sont à placer entre la fin de phrase et le point final[comme ça].
- Les liens internes (vers d'autres articles de Wikipédia) sont à choisir avec parcimonie. Créez des liens vers des articles approfondissant le sujet. Les termes génériques sans rapport avec le sujet sont à éviter, ainsi que les répétitions de liens vers un même terme.
- Les liens externes sont à placer uniquement dans une section « Liens externes », à la fin de l'article. Ces liens sont à choisir avec parcimonie suivant les règles définies. Si un lien sert de source à l'article, son insertion dans le texte est à faire par les notes de bas de page.
- La présentation des références doit suivre les conventions bibliographiques. Il est recommandé d'utiliser les modèles {{Ouvrage}}, {{Chapitre}}, {{Article}}, {{Lien web}} et/ou {{Bibliographie}}. Le mode d'édition visuel peut mettre en forme automatiquement les références.
- Insérer une infobox (cadre d'informations à droite) n'est pas obligatoire pour parachever la mise en page.

Pour une aide détaillée, merci de consulter Aide:Wikification.
Si vous pensez que ces points ont été résolus, vous pouvez retirer ce bandeau et améliorer la mise en forme d'un autre article.
Pour les articles homonymes, voir 517e régiment.
Le 517e régiment du train (ou 517e RT) est un régiment dont l'origine remonte à la Seconde Guerre mondiale. Il était basé à Châteauroux et spécialisé en transport routier et de blindés avant sa dissolution  le 23 mai 2012 avec transfert du Centre d'instruction élémentaire de conduite de Déols vers Castelsarrasin.

## Historique
- 1er septembre 1944 : Création à Rivoli (Algérie) du groupe de transport 517, formé des 178e et 179e compagnies de transport. En octobre, retour en métropole où il assure des transports logistiques dans la région de Marseille jusqu'à sa dissolution le 1er août 1945.

- 1er juin 1946 : Le groupe de transport 517 est recréé au Laos avec deux compagnies de transport, un détachement de circulation routière (le DCR 526) et un état-major. Il est dissous le 1er mars 1955.

- 1er mars 1956 : Constitution au Maroc du 517e bataillon de marche du train[2], comportant trois compagnies de combat chargées de protéger les populations. En août 1956, il retrouve sa mission de transport et son nom de GT 517. En juin 1958, il rejoint l'Algérie où il est de nouveau dissous le 31 décembre 1958.

- 15 juillet 1979: Création du 517e régiment du train à Laon-Couvron comme régiment de transport du 3e corps d'armée.

- 1984 : il s'installe dans l'Eure, avec trois escadrons de transport à Vernon, et deux de circulation à Évreux. Il est dissous le 30 juin 1998.

- 1er juillet 1998 : le régiment est recréé à Châteauroux et devient régiment d'appui à la mobilité des blindés.

- Été 2010 : Fermeture d'un escadron de transport de blindés ainsi que d'un peloton appartenant à l'Escadron de Circulation Routière en vue de la dissolution prochaine du régiment.

- 23 mai 2012 : Cérémonie de dissolution du Régiment, les différents escadrons sont alors répartis entre les différents organismes du Train en France comme les 511e et 503e Régiments du Train.

## Les chefs de corps du régiment
- 1979 - 1980 : Lieutenant-colonel Gazel
- 1980 - 1982 : Lieutenant-colonel Tresarrieu

- 1982 - 1984 : Lieutenant-colonel Renevier
- 1984 - 1986 : Lieutenant-colonel le Bouteiller des Haries
- 1986 - 1988 : Lieutenant-colonel Georges
- 1988 - 1991 : Lieutenant-colonel Bourgin
- 1991 - 1994 : Lieutenant-colonel Guinard
- 1994 - 1997 : Lieutenant-colonel Chauliac
- 1997 - 1998 : Lieutenant-colonel Gauther
- 1998 - 2000 : Lieutenant-colonel Bardoux
- 2000 - 2002 : Lieutenant-colonel Buisson
- 2002 - 2004 : Lieutenant-colonel Deroux
- 2004 - 2006 : Lieutenant-colonel Cambournac
- 2006 - 2008 : Colonel Laplace
- 2008 - 2010 : Lieutenant-colonel, puis Colonel Bizet
- 2010 - 2012 : Colonel Méhu

## Matériel
- TRM 700/100 (véhicule lourd de transport « Toutes Roues Motrices », 100 tonnes/700 chevaux, destiné principalement au transport du char AMX Leclerc. Classé « Convoi exceptionnel »).
- Véhicule de transport R 390 (véhicule Renault 390 chevaux, avec remorque, destiné au transport de tous types de blindés chenillés ou à roues. Classé Convoi exceptionnel).
- VTL-R (véhicule de transport logistique - remorque sur route, destiné au transport de fret et ravitaillement par conteneurs).
- VLTT P4 (véhicule léger tout terrain 4 X 4).
- Moto Cagiva T4 350 cm3, destinée principalement aux escortes des convois constitués par les véhicules cités précédemment.